# Hugo Ludwig Rath
Hugo Ludwig Rath (* 27. April 1904 in Hagen; † 30. Januar 1987 in München) war ein deutscher Verwaltungsbeamter, Kommunalpolitiker und Rechtsanwalt.

## Leben

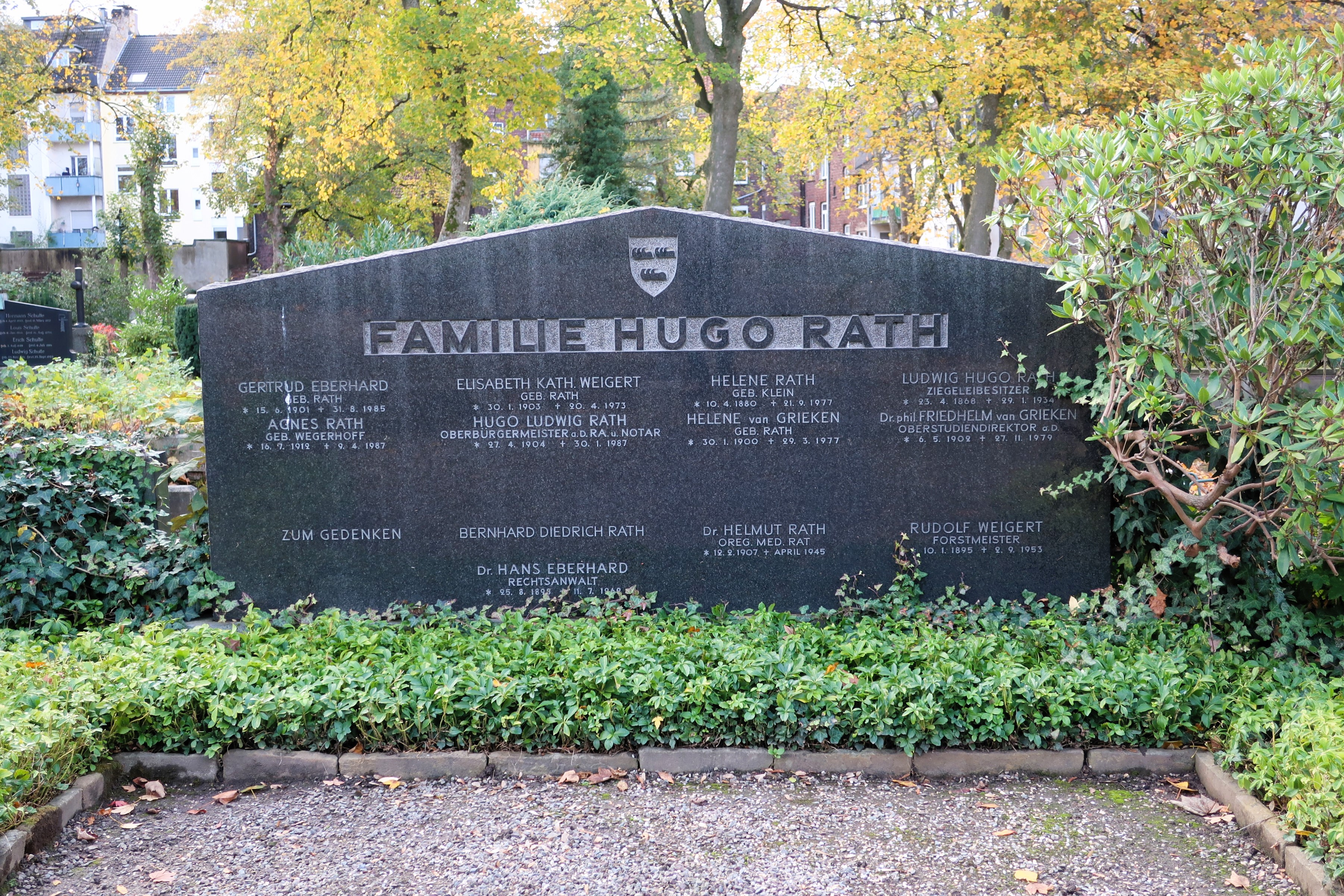
Ruhestätte der Familie Hugo Rath auf dem Buschey-Friedhof in Hagen

Hugo Ludwig Rath wuchs als Sohn eines Ziegelherstellers in Hagen auf und besuchte dort das Gymnasium bis zum Abitur 1925. Danach studierte er Rechtswissenschaften an der Georg-August-Universität Göttingen und bestand 1930 die Erste Staatsprüfung und 1934 das Assessorexamen.
Zum 1. September 1932 trat Rath der NSDAP bei (Mitgliedsnummer 1.322.115).
Rath arbeitet 1935 als Magistratsrat in der Kommunalverwaltung von Sagan in Niederschlesien, später als Magistratsrat in Oppeln. 1936 wurde er Stadtrat in Oberhausen im Rheinland und schließlich im März auf Vorschlag der NSDAP 1940 Oberbürgermeister der Stadt Zeitz bis zu deren Befreiung vom Nationalsozialismus 1945. Rath erhielt die Kriegsverdienstkreuze Erster und Zweiter Klasse. Sein Nachfolger als Oberbürgermeister wurde am 27. April 1945 der durch die amerikanische Militäradministration kommissarisch eingesetzte Verleger Arthur Jubelt. Rath kehrte vor Übergabe Thüringens an die Sowjetische Besatzungszone im Juli 1945 in seine Heimat zurück.
Nach dem Krieg war Rath als Rechtsanwalt und Syndikus der Vereinigten Deutschen Metallwerke tätig, ab 1958 als Rechtsanwalt und Notar in Altena.
Er war seit 1926 Mitglied des Corps Hannovera Göttingen. Von 1946 bis 1980 war er Vorsitzender des Alte-Herren-Senioren-Convents Altena.